# مانويل مندوزا
مانويل مندوزا (19 يناير 1989 في الإكوادور - ) هو لاعب كرة قدم إكوادوري في مركز حراسة المرمى. شارك مع منتخب الإكوادور تحت 20 سنة لكرة القدم. أما مع النوادي، فقد لعب مع ليغا دي كيتو والرابطة الجامعية الرياضية لبورتوفيخو وC.D. Técnico Universitario ‏.

## وصلات خارجية
- مانويل مندوزا على موقع قاعدة بيانات كرة القدم.إي يو (الإنجليزية)